# Apanteles lenea
Apanteles lenea är en stekelart som beskrevs av Nixon 1976. Apanteles lenea ingår i släktet Apanteles och familjen bracksteklar. Arten är reproducerande i Sverige. Inga underarter finns listade i Catalogue of Life.